# Psammechinus microtuberculatus
Psammechinus microtuberculatus e uma espécie de ouriço-do-mar peretencente à família Parechinidae.

## Descrição
Psammechinus microtuberculatus é uma espécie de pequenos ouriços-do-mar herbívoros, com até 5 cm de diâmetro, coloração acastanhada e forma quase perfeitamente esférica. Apresente espinhos curtos, esverdeados a esbranquiçados.
A espécie tem distribuição natural nas margens oriental e ocidental do Oceano Atlântico, o Mar Adriático e o Mar Egeu. Embora seja muito raro e se conheçam apenas populações esparsas, ocorre ainda em diversas outras áreas do Mar Mediterrâneo.
A espécie tem como habitat a zona bêntica, a profundidades de 1 aos 685 metros. Prefere a proximidade de fundos arenosos, mas pode ser encontrado em fundos consolidados de rocha ou lodo.
Psammechinus microtuberculatus é o hospedeiro conhecido dos seguintes ectoparasitas:
- Asterocheres minutus (Claus), (1889)
- Asterocheres violaceus (Claus), (1889)